# Sergio Busquets
Sergio Busquets Burgos (Sabadell, 16. srpnja 1988.) je španjolski nogometaš i bivši reprezentativac koji igra na poziciji defenzivnog veznog. Trenutačno igra za Inter Miami.